# Bruce Bowen
Bruce Eric Bowen (Merced, 14 giugno 1971) è un allenatore di pallacanestro ed ex cestista statunitense, di ruolo ala piccola, professionista nella NBA e in Europa.
Vincitore di tre titoli NBA con i San Antonio Spurs, è considerato uno dei più forti difensori perimetrali nella storia della lega. È stato inserito per otto stagioni consecutive nell'NBA All-Defensive Team (cinque volte nel primo quintetto, tre nel secondo).

## Caratteristiche tecniche
Bowen rientrava nella categoria dei lockdown defenders, termine che, in gergo cestistico, indica i difensori in grado di marcare il diretto avversario con eccezionale efficacia: in virtù di questa caratteristica, era solito prendere in consegna il più pericoloso tra gli esterni avversari. Discreto tiratore da tre punti, non godeva di un repertorio tecnico particolarmente vasto.

## Carriera
Prima di diventare professionista ha giocato per l'università di Cal State Fullerton. Non venne scelto da nessuna squadra durante il draft NBA 1993. Determinato a passare al professionismo, si trasferì in Francia dove giocò con l'Évreux. La stagione fu per lui positiva, tanto che l'anno seguente firmò un contratto con i Miami Heat, che però sciolsero il contratto poco prima dell'inizio della stagione. Giocò in squadre di categorie minori statunitensi sino al trasferimento al Besançon. Prima del termine della stagione passò ai Miami Heat con un contratto iniziale di dieci giorni, esteso poi fino alla fine del campionato: Bowen giocò solo una partita, ma era finalmente riuscito ad accedere alla lega professionistica americana.
Firmò un contratto biennale con i Boston Celtics dove giocò due anni per poi passare ai Philadelphia 76ers: qui rimase però solo per metà campionato per poi tornare di nuovo a Miami. La svolta della carriera arriva nella stagione 2001-02 quando passa ai San Antonio Spurs, dove diventa l'emblema della grande difesa di una squadra capace di vincere tre titoli NBA. Il 23 giugno 2009 è stato ceduto, insieme ai compagni Kurt Thomas e Fabricio Oberto, ai Milwaukee Bucks in cambio di Richard Jefferson. Il 31 luglio è stato tagliato dalla franchigia del Wisconsin. Il 3 settembre 2009 ha annunciato il ritiro. Durante la conferenza stampa ha dichiarato che stava valutando l'ipotesi di ritirarsi già da cinque anni.
Il 21 marzo 2012 la sua maglia numero 12 è stata ritirata dai San Antonio Spurs, è il settimo numero ritirato dalla franchigia texana. Il 9 luglio 2015, con il suo permesso, la maglia numero 12 è stata concessa a LaMarcus Aldridge.

## Statistiche

### College
| Anno      | Squadra          | PG  | PT | MP   | TC%  | 3P%  | TL%  | RP  | AP  | PRP | SP  | PP   |
| --------- | ---------------- | --- | -- | ---- | ---- | ---- | ---- | --- | --- | --- | --- | ---- |
| 1989-1990 | Fullerton Titans | 18  | 0  | 5,4  | 40,9 | 60,0 | 76,9 | 1,0 | 0,2 | 0,2 | 0,2 | 1,7  |
| 1990-1991 | Fullerton Titans | 28  | 23 | 30,3 | 37,7 | 23,3 | 69,2 | 6,0 | 2,1 | 0,9 | 0,9 | 9,8  |
| 1991-1992 | Fullerton Titans | 28  | 27 | 34,6 | 44,4 | 27,3 | 74,5 | 7,0 | 2,5 | 1,8 | 0,8 | 14,6 |
| 1992-1993 | Fullerton Titans | 27  | 27 | 36,6 | 46,5 | 32,6 | 65,2 | 6,5 | 2,3 | 2,0 | 0,8 | 16,3 |
| Carriera  | Carriera         | 101 | 77 | 28,7 | 43,3 | 28,3 | 69,5 | 5,5 | 1,9 | 1,3 | 0,7 | 11,4 |

### NBA

#### Regular Season
| Anno       | Squadra            | PG  | PT  | MP   | TC%  | 3P%   | TL%  | RP  | AP  | PRP | SP  | PP  |
| ---------- | ------------------ | --- | --- | ---- | ---- | ----- | ---- | --- | --- | --- | --- | --- |
| 1996-1997  | Miami Heat         | 1   | 0   | 1,0  | -    | -     | -    | 0,0 | 0,0 | 0,0 | 1,0 | 0,0 |
| 1997-1998  | Boston Celtics     | 61  | 9   | 21,4 | 40,9 | 33,9  | 62,3 | 2,9 | 1,3 | 1,4 | 0,5 | 5,6 |
| 1998-1999  | Boston Celtics     | 30  | 1   | 16,5 | 28,0 | 26,9  | 45,8 | 1,7 | 0,9 | 0,7 | 0,3 | 2,3 |
| 1999-2000  | Philadelphia 76ers | 42  | 0   | 7,4  | 35,6 | 50,0  | 50,0 | 0,9 | 0,4 | 0,2 | 0,1 | 1,4 |
| 1999-2000  | Miami Heat         | 27  | 2   | 21,0 | 38,0 | 46,4  | 61,3 | 2,2 | 0,7 | 0,5 | 0,4 | 5,1 |
| 2000-2001  | Miami Heat         | 82  | 72  | 32,7 | 36,3 | 33,6  | 60,9 | 3,0 | 1,6 | 1,0 | 0,6 | 7,6 |
| 2001-2002  | San Antonio Spurs  | 59  | 59  | 28,8 | 38,9 | 37,8  | 47,9 | 2,7 | 1,5 | 1,1 | 0,4 | 7,0 |
| 2002-2003† | San Antonio Spurs  | 82  | 82  | 31,3 | 46,6 | 44,1* | 40,4 | 2,9 | 1,4 | 0,8 | 0,5 | 7,1 |
| 2003-2004  | San Antonio Spurs  | 82  | 82  | 32,0 | 42,0 | 36,3  | 57,9 | 3,1 | 1,4 | 1,0 | 0,4 | 6,9 |
| 2004-2005† | San Antonio Spurs  | 82  | 82  | 32,0 | 42,0 | 40,3  | 63,4 | 3,5 | 1,5 | 0,7 | 0,5 | 8,2 |
| 2005-2006  | San Antonio Spurs  | 82  | 82  | 33,6 | 43,3 | 42,4  | 60,7 | 3,9 | 1,5 | 1,0 | 0,4 | 7,5 |
| 2006-2007† | San Antonio Spurs  | 82  | 82  | 30,0 | 40,5 | 38,4  | 58,9 | 2,7 | 1,4 | 0,8 | 0,3 | 6,2 |
| 2007-2008  | San Antonio Spurs  | 81  | 81  | 30,2 | 40,7 | 41,9  | 65,2 | 2,9 | 1,1 | 0,7 | 0,3 | 6,0 |
| 2008-2009  | San Antonio Spurs  | 80  | 10  | 18,8 | 42,2 | 42,9  | 53,8 | 1,8 | 0,5 | 0,5 | 0,2 | 2,7 |
| Carriera   | Carriera           | 873 | 644 | 27,6 | 40,9 | 39,3  | 57,5 | 2,8 | 1,2 | 0,8 | 0,4 | 6,1 |

#### Play-off
| Anno     | Squadra           | PG  | PT  | MP   | TC%  | 3P%  | TL%   | RP  | AP  | PRP | SP  | PP  |
| -------- | ----------------- | --- | --- | ---- | ---- | ---- | ----- | --- | --- | --- | --- | --- |
| 2000     | Miami Heat        | 10  | 0   | 15,7 | 37,0 | 22,7 | 62,5  | 1,0 | 0,8 | 0,7 | 0,4 | 3,5 |
| 2001     | Miami Heat        | 3   | 3   | 19,3 | 31,3 | 25,0 | -     | 0,7 | 0,7 | 0,7 | 0,7 | 4,0 |
| 2002     | San Antonio Spurs | 10  | 10  | 34,5 | 41,0 | 44,0 | 50,0  | 3,3 | 1,4 | 1,1 | 0,7 | 6,8 |
| 2003†    | San Antonio Spurs | 24  | 24  | 31,3 | 37,2 | 43,8 | 54,8  | 2,9 | 1,6 | 0,8 | 0,7 | 6,9 |
| 2004     | San Antonio Spurs | 10  | 10  | 29,8 | 36,5 | 37,9 | 23,1  | 2,9 | 1,0 | 0,4 | 0,3 | 6,0 |
| 2005†    | San Antonio Spurs | 23  | 23  | 35,4 | 35,9 | 43,3 | 64,7  | 2,9 | 1,6 | 0,5 | 0,6 | 5,7 |
| 2006     | San Antonio Spurs | 13  | 13  | 34,0 | 52,5 | 50,0 | 50,0  | 2,2 | 1,2 | 0,8 | 0,6 | 6,2 |
| 2007†    | San Antonio Spurs | 20  | 20  | 34,5 | 39,5 | 44,6 | 50,0  | 4,1 | 1,3 | 1,4 | 0,2 | 6,5 |
| 2008     | San Antonio Spurs | 17  | 17  | 29,9 | 39,8 | 40,7 | 72,7  | 1,9 | 1,4 | 0,6 | 0,4 | 6,1 |
| 2009     | San Antonio Spurs | 5   | 2   | 26,0 | 53,8 | 55,6 | 100,0 | 3,0 | 0,6 | 0,6 | 0,0 | 4,2 |
| Carriera | Carriera          | 135 | 122 | 31,0 | 39,4 | 42,2 | 55,3  | 2,7 | 1,3 | 0,8 | 0,5 | 6,0 |

## Palmarès
- Campionato NBA: 3

San Antonio Spurs: 2003, 2005, 2007
- 5 volte NBA All-Defensive First Team (2004, 2005, 2006, 2007, 2008)
- 3 volte NBA All-Defensive Second Team (2001, 2002, 2003)